# Henry Dearborn
Henry Dearborn (23 février 1751 – 6 juin 1829) était un médecin américain, homme d'État et vétéran des guerres d'indépendance et de 1812. Né à North Hampton dans la province du New Hampshire, il passa son enfance à Epping puis étudia la médecine et ouvrit son cabinet à Nottingham Square en 1772. Il fut colonel lors de la guerre d'indépendance, secrétaire à la Guerre des États-Unis de 1801 à 1809 puis major-général et Senior Officer de l'US Army lors de la guerre de 1812.

### Source
- (en) Cet article est partiellement ou en totalité issu de l’article de Wikipédia en anglais intitulé « Henry Dearborn » (voir la liste des auteurs).